# Acceptor de hidrogen
Acceptori de hidrogen sunt acele substanțe care pot primi atomi de hidrogen, cedați de altă substanță, în prezența unor catalizatori specifici (ex. chinona, în prezența paladiului, acceptă doi atomi de hidrogen, trecînd în hidrochinonă).
Acest articol conține text din Dicționarul enciclopedic român (1962-1966), aflat acum în domeniul public.